# Pasquale Fruscella

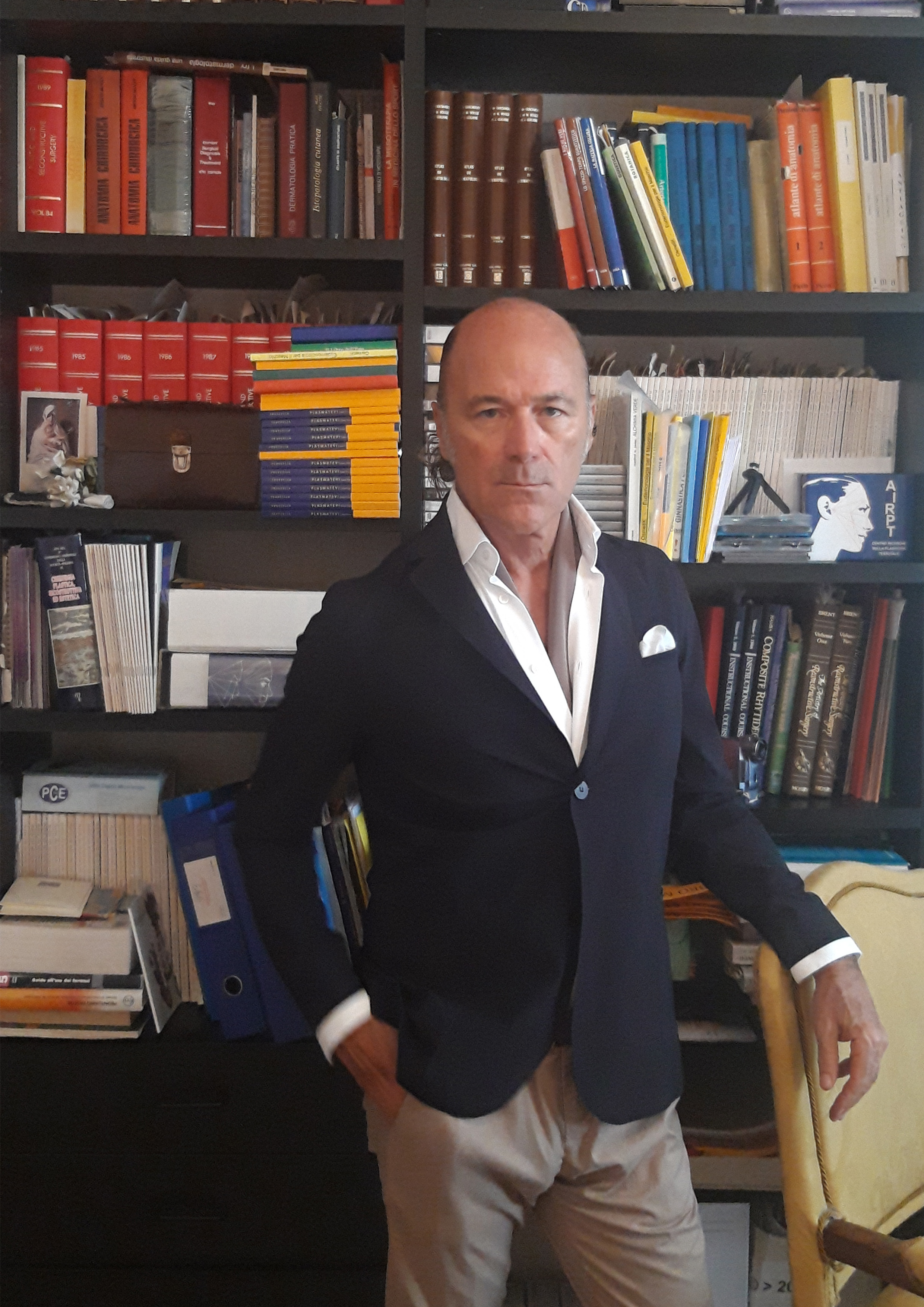
Pasquale Fruscella (ritratto di auto, 2021)

Pasquale Fruscella (Campobasso, 25 gennaio 1953) è un chirurgo ricercatore, scrittore e pittore italiano, fondatore del'Centro Ricerche sulla Plasticità Tessutale.

## Biografia
Ha conseguito la laurea summa cum laude all’Università La Sapienza di Roma nel 1977. Successivamente, si è specializzato in chirurgia plastica presso l’Università degli Studi di Padova. Nel 1980 ha ricoperto il ruolo di Special Fellow presso la Cornell University di New York. Durante la sua carriera, ha visitato importanti centri di chirurgia plastica e microchirurgia in Germania, Spagna e Francia.
Il suo lavoro si è concentrato sulla chirurgia delle malformazioni congenite, deformità post-traumatiche e iatrogene. Nel 1998, ha fondato l'Associazione Italiana Ricerche sulla Plasticità Tessutale, con la quale ha organizzato un congresso internazionale nel 2003 e sette congressi nazionali incentrati su temi quali l’antiaging e l'anticancerogenesi.
Nel 2022, ha fondato una clinica specializzata in tecniche micro-invasive e rigenerative di chirurgia plastica, dermatologia, neurochirurgia e ortopedia. La clinica ospita anche una galleria d'arte contemporanea, riflettendo l'interesse del fondatore per l'arte e la cultura.

## Invenzioni
Siringa azionata da motore.
Regolo a ventaglio per la cefalometria istantanea.
Blefarostato atraumatico. 
Protesi mammaria conica.
Strumentario micro-invasivo per la chirurgia morfo-dinamica e collageno-poetica.
Fruscella è autore di molte pubblicazioni su riviste del settore a livello internazionale e autore di numerosi trattati sulla chirurgia estetica.

## Pubblicazioni
- "La Mastoplastica Riduttiva Eseguita con una Tecnica Combinata." Rivista Italiana di Chirurgia Plastica, 15:349, 1983.
- "La Correzione Chirurgica delle Orecchie Prominenti." Otorinolaring. 451: 35, 1985.
- "Le Fasce Cervicali Superficiali: Controversie sull'Anatomia, Loro Uso in Chirurgia Plastica e Riflessi Medico Legali." Rivista Italiana di Chirurgia Plastica, 18: 33, 1985.
- "Le Fasce Cranio-Cervico-Facciali Superficiali: Anatomia e loro Uso in Chirurgia Plastica." Atti del 35º Congresso Nazionale della Società Italiana di Chirurgia Plastica, 1986.
- "Diatermocoagulazione Endoluminale delle Varici." Rivista Italiana di Chirurgia Plastica, 20: 219, 1988.
- "Lipoexeresi in Chirurgia Plastica." Minerva Ginecologica, 41: 195, 1989.
- "Ricostruzione dell'Emipiramide Nasale." Atti del 37º Congresso Nazionale della Società Italiana di Chirurgia Plastica, 1988.
- "Il Trattamento Chirurgico dell'Alopecia Androgenica e Cicatriziale." Atti del 38º Congresso Nazionale della Società Italiana di Chirurgia Plastica, 1989.
- "Modellamento Chirurgico del Profilo Corporeo." Atti del 38º Congresso Nazionale della Società Italiana di Chirurgia Plastica, 1989.
- "Otoplastica Correttiva." Atti del 39º Congresso Nazionale della Società Italiana di Chirurgia Plastica, 1990.
- "Chirurgia Estetica: Aspetti Generali e Orientamenti Attuali delle Tecniche Chirurgiche di Ringiovanimento Corporeo." Bollettino della Federazione Ordine dei Medici, settembre 1990.
- "Rinoplastica Correttiva Secondo un Nuovo Criterio Estetico: dal Concavo al Convesso." Atti del 9º Congresso Internazionale Società Italiana di Medicina Estetica, 1993.
- "Chirurgia e Mito della Bellezza." Realtà Nuova, Istituto Culturale Rotariano, 1994.
- "Geometria del Dorso Nasale in Rinoplastica Estetica." Atti del 15º Congresso Nazionale Società Italiana di Medicina Estetica, 1994.
- "Lipomodellamento con Siringhe." Atti del 15º Congresso Nazionale Società Italiana di Medicina Estetica, 1994.
- "Rapporto Volume/ Soluzione Anestetica/ Aspirato in Liposcultura." Atti 10º Congresso Internazionale Società Italiana di Dermoestetica, 1994.
- "Nuovo Approccio Cefalometrico per il Profilo Facciale." Atti 81º Congresso Società Italiana di Otorinolaringologia e Chirurgia Cervico Facciale, 1994.
- "Cefalometria in Rinoplastica Correttiva." Atti 10º Congresso Internazionale Società Italiana di Dermoestetica, 1994.
- "Un Sistema di Aspirazione-Iniezione-Filtraggio per la Liposcultura in Anestesia Locale." Atti del 16º Congresso Nazionale Società Italiana di Medicina Estetica, 1995.
- "Il Regolo a Ventaglio in Rinoplastica Correttiva." Atti del 16º Congresso Nazionale Società Italiana di Medicina Estetica, 1995.
- "Una Siringa Azionata da Motore." Gazzetta Medica Italiana.
- "Cephalometric Analysis and Postoperative Results in Aesthetic Rhinoplasty." Aesthetic Plastic Surgery, 21: 79, 1997.
- "Ricostruzione dell'Orecchio Esterno in un'Avulsione Parziale da Morso di Cane." Rivista Italiana di Chirurgia Plastica, 29: 239, 1997.
- "Hair Microtransplantation by the Use of Needles." Aesthetic Plastic Surgery, 22: 301, 1998.
- "Chirurgia Estetica in Day Clinic." Associazione Italiana Ricerche sulla Plasticità Tessutale, 1998.
- "Lipomodellamento Chirurgico in Anestesia Locale." 5º Congresso Nazionale della Società Italiana di Chirurgia Ambulatoriale e Day Surgery, ottobre 2000.
- "Estetica del Profilo Facciale". In: Atti del 5º Congresso Nazionale della Società Italiana di Chirurgia Ambulatoriale e Day Surgery, ottobre 2000.
- "Correzione del Capezzolo Introflesso". In: Atti del 5º Congresso Nazionale della Società Italiana di Chirurgia Ambulatoriale e Day Surgery, ottobre 2000.
- "Il Microtrapianto dei Capelli Mediante Aghi di Calibro Diverso". In: Atti del 5º Congresso Nazionale della Società Italiana di Chirurgia Ambulatoriale e Day Surgery, ottobre 2000.
- "Plasmatevi (Come Farsi Plasmare il Corpo e Vivere Felici)". 2001. ISBN 88-900566-0-6.
- "La Plasticità Come Potenziale del Corpo-Mente". Realtà Nuova, Istituto Culturale Rotariano, 1994.
- "Cefalometria Istantanea". In: Atti del 21º Congresso Nazionale Società Italiana di Medicina Estetica, 2001.
- "Lipomodellamento in Day Clinic". In: Atti del 21º Congresso Nazionale Società Italiana di Medicina Estetica, 2001.
- "Nuovi Aghi per il Microtrapianto dei Capelli". In: Atti del 21º Congresso Nazionale Società Italiana di Medicina Estetica, 2001.
- "Chirurgia Plastica degli Arti Inferiori". Bollettino dell'Ordine dei Medici, anno XVII, n°3, ottobre 2001.
- "Plasticità, Elasticità, Bellezza, Interazioni Corpo-Mente". In: 1º Meeting Associazione Italiana Ricerche sulla Plasticità Tessutale, Roma, 18 Maggio 2002.
- "L'Estetica di Barbie (la Bellezza è Atipica)". In: Le Tecniche Anti-Età 2003, 2º Meeting Associazione Italiana Ricerche sulla Plasticità Tessutale, Roma, 24 Maggio 2003.
- "Una Tecnica da 10 $ per la Rimozione delle Rughe". In: Le Tecniche Anti-Età 2003, 2º Meeting Associazione Italiana Ricerche sulla Plasticità Tessutale, Roma, 24 Maggio 2003.
- "Cheloidi dei Lobuli Auricolari: Medicazione a Sandwich". In: Le Tecniche Anti-Età 2003, 2º Meeting Associazione Italiana Ricerche sulla Plasticità Tessutale, Roma, 24 Maggio 2003.
- "Morfodinamica delle Pieghe Corporee". In: Le Tecniche Anti-Età 2003, 2º Meeting Associazione Italiana Ricerche sulla Plasticità Tessutale, Roma, 24 Maggio 2003.
- "Morphodynamics and Surgical Corrections of the Body’s Creases, Folds and Wrinkles". "Aesthetic Plastic Surgery", 28: 37-44, 2004.
- "Ricostruzione del Margine Palpebrale Superiore". In: Bollettino dell'Ordine dei Medici, Anno XXIV.
- "Reconstruction of the upper eyelid border through posterior lamella expansion". Ospedali D'Italia Chirurgia, 2: 144-146, 2012.

## Opere
- Plasmatevi. Come farsi plasmare (il corpo) e vivere felici, Italysophy, 2001. ISBN 9788890056604.
- Osmetik - Eudemonologia per il maschio, Italysophy, 2018, ISBN 9788890056697.
- Il libro dell'ego: Massime egotiste 2021,  ISBN 979-8484299089.

## Brevetti
Pasquale Fruscella ha ottenuto i seguenti brevetti:
- 0000264738 per la protesi mammaria conica (Attestato di brevetto per modello di utilità 0000264738)
- 00234677 per la siringa azionata da motore (Brevetto per modello industriale 00234677)